# مقاطعة ييلان
مقاطعة ييلان (بالإنجليزية: Yilan County)‏ هي مُحافظة في شمال شرق تايوان، ولكنها تُدار رسميًا كمُحافظة في جمهورية الصين.

## أعلام
- هوانغ وي-يي
- كليمنت تشانغ
- جوستين لين
- أرئيل لين